# 구본상
구본상 (한국 한자: 具本相, 1989년 10월 4일 ~ )은 대한민국 K리그2 김포 FC 소속 축구 선수이다.

## 축구인 경력

### 선수 경력
명지대학교를 졸업하고 2012년 인천 유나이티드에 드래프트 3순위로 입단하였다. 데뷔 시즌인 2012 K리그 중반 주전 미드필더 정혁이 부상당한 후 출전 기회를 잡기 시작하였다. 이듬해부터는 본격적인 주전으로 도약하여 2014 시즌까지 리그 38경기에 출전하였다.
2015 시즌을 앞두고 울산 현대로 이적하였고, 2016 시즌 후, 사회복무요원으로 근무하면서 화성 FC에서 활동하였다.
소집 해제 이후인 2019년 K리그2의 FC 안양에 입단했다.
2020시즌을 앞두고 대전 하나 시티즌에 입단했다.

## 은퇴
은퇴를 했고, 축구 지도자 대신 경기도 용인시에 음식점을 차리며 축구와는 다른 업종으로 새출발에 나섰다.